# تيم باريت (لاعب القفز الثلاثي)
تيم باريت (بالإنجليزية: Tim Barrett) هو لاعب القفز الثلاثي باهاماسي، ولد في 16 مارس 1948 في ناساو في باهاماس.

## وصلات خارجية
- تيم باريت على موقع أوليمبيديا (الإنجليزية)